# Дом Отдыха Александрино
Дом Отдыха Александрино — посёлок в Смоленской области России, в Новодугинском районе. Расположен в северо-восточной части области в 15 км к юго-западу от Новодугина. В 3 км к востоку от посёлка автодорога Р134 «Старая Смоленская дорога» Смоленск — Дорогобуж — Вязьма — Зубцов. Население — 227 жителей (2007 год). Входит в состав Высоковского сельского поселения. Действует школа.

## Усадьба Александрино
Усадьбу Александровское, названную в честь жены построил князь Яков Иванович Лобанов-Ростовский — был сооружен дом с флигелями, разбит регулярный и пейзажный парк с прудами.
Впоследствии имение перешло во владение к князю А. Я. Лобанову-Ростовскому, генералу-адъютанту, который выстроил каменное здание, обновил и расширил парк. При его сыне генерал-лейтенанте Д. А. Лобанове-Ростовском в имении была устроена водонапорная башня, построен лесопильный завод.
В 1918 году усадьба была национализирована, судьба ценностей неизвестна. С 1950 года в здании усадьбы — дом отдыха «Александрино». В Советское время дом отдыха функционировал постоянно, вплоть до распада СССР. Дом отдыха принимал более 400 отдыхающих одновременно. В настоящее время не работает, инфраструктура практически разрушена; Архитектурно-парковый комплекс практически не сохранился и находится в крайне неудовлетворительном состоянии. Более-менее сохранилось главное здание, в то время как каменные хозяйственные постройки, приспособленные в советское время под общежития, разрушаются после закрытия дома отдыха и пожара. Сохранилась часть парка, искусственные водоемы зарастают.